# Azofra (La Rioja)
Azofra es un municipio de la comunidad autónoma de La Rioja (España). Se sitúa en la Rioja Alta, comarca de Nájera. 
Noble villa riojana de orígenes árabes, está situada en el fértil valle del río Tuerto, a treinta y seis kilómetros de Logroño y ocho de Nájera.

## Historia
Es uno de los primeros pueblos riojanos que puede presumir de tener el título de villa, ya que en el año 1168 ya se refieren a Azofra como villa según se puede leer en los pergaminos guardados en el archivo de la catedral de Calahorra.
Era una de las históricas catorce villas que conformaban la Hermandad o Junta del Valpierre, la comunidad que administraba los terrenos comuneros del alto del Valpierre y que tenían potestad de nombrar alcalde de esos terrenos (alcalde de la Yunta).

## Etimología
En un bula de 1199 por la que se concedían privilegios al monasterio de San Millán de la Cogolla ya aparecía nombrada como Azofra, que según Asín, provendría del árabe as-suxra, "el tributo", por lo que recordaría la forma en la que alguien obtuvo su propiedad o la función que esta desempeñaba. Por otro lado, para Fray Gregorio de Argáiz, el nombre tiene su origen en la palabra hebrea "Zophar", que significa "hermosa, hermosura". Su nombre ya aparece en documentos datados en 1040.
En el año 1790 Azofra fue uno de los pueblos fundadores de la Real Sociedad Económica de La Rioja, la cual era una de las sociedades de amigos del país fundadas en el siglo XVIII conforme a los ideales de la ilustración.

## Geografía humana

### Demografía
Cuenta con una población de 201 habitantes (INE 2024).
| Gráfica de evolución demográfica de Azofra entre 1842 y 2021                                                          |
| |
| Población de derecho según los censos de población del INE. Población de hecho según los censos de población del INE. |

## Administración
| Periodo   | Nombre                            | Partido |
| --------- | --------------------------------- | ------- |
| 1979-1983 | Rodrigo Fontecha Sáenz            | UCD     |
| 1983-1987 | Ismael Marín Fernández            | AP      |
| 1987-1991 | Ángel Vidal Glera Martínez        | PRP     |
| 1991-1995 | Francisco Javier Álvarez Fontecha | PR      |
| 1995-1999 | Javier Cantera Cañas              | PR      |
| 1999-2003 | Luis Alonso Martínez              | PP      |
| 2003-2007 | José Ayala Sacristán              | PP      |
| 2007-2011 | José Ayala Sacristán              | PP      |
| 2011-2015 | Ernesto Álvarez Fernández         | PP      |
| 2015-2019 | Aurelio Cantera Montoya           | PP      |
| 2019-2023 | Aurelio Cantera Montoya           | PP      |
| 2023-act. | Aurelio Cantera Montoya           | PP      |

## Economía
Su actividad económica se centra en la agricultura, principalmente viñedo, y cereal. La industria najerina y logroñesa aporta algunos empleos a la economía local.

### Evolución de la deuda viva
El concepto de deuda viva contempla solo las deudas con cajas y bancos relativas a créditos financieros, valores de renta fija y préstamos o créditos transferidos a terceros, excluyéndose, por tanto, la deuda comercial.
Entre los años 2008 a 2014 este ayuntamiento no ha tenido deuda viva.

## Camino de Santiago

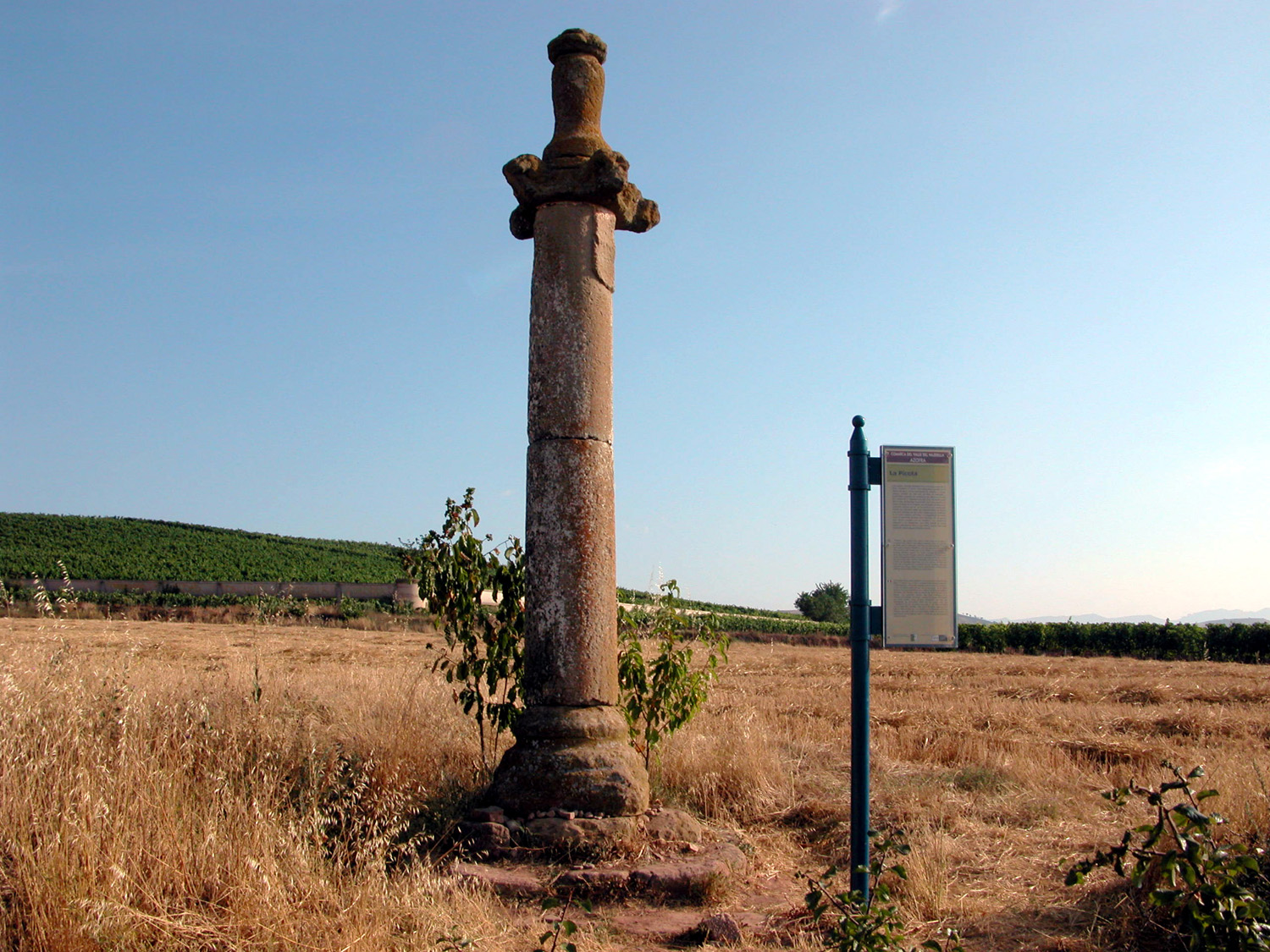
Picota de Azofra

El Camino de Santiago marca de forma indeleble las características de Azofra. El Camino cruza el pueblo de este a oeste por la calle Mayor. Junto a la Iglesia Parroquial se sitúa uno de los tres albergues con los que cuenta la localidad y que está dedicado a Isabel de Azofra. Además de este, la villa cuenta con otros dos edificios para los peregrinos, que se sitúan en la calle de Las Parras. El albergue municipal, de reciente construcción, cuenta con cerca de 100 camas y, además del edificio principal, dispone de dos edificios más en los que también descansan los peregrinos que hacen el camino en bicicleta y a caballo. La tradicional hospitalidad de Azofra viene de lejos; ya en el siglo XII, en el año 1168, doña Isabel fundó en Azofra un Hospital de peregrinos, cuya iglesia estaba dedicada a San Pedro y disponía, además, de un cementerio para los peregrinos que fallecían en el Camino. El Hospital de Azofra pervivió hasta el siglo XIX. Actualmente no quedan restos. El Ayuntamiento de Azofra ha dedicado también una calle a los transeúntes que van hasta Santiago de Compostela, la calle del Peregrino, que une la calle Mayor con la calle de Las Parras; además, la concha de peregrino está presente en todas las placas que señalizan las diferentes calles de la localidad.

## Monumentos
La iglesia del pueblo dedicada a Nuestra Señora de los Ángeles fue edificada en los siglo XVII-XVIII. Consta de nave de tres tramos y torre almenada. Su altar mayor está compuesto de retablo de tres cuerpos y ático de mediados del siglo XVII. En el primero San José, San Roque y María Magdalena en el centro, como patrona de la villa. En el central, Pedro, Pablo y Nuestra Señora de los Ángeles. Y en el tercero, el apóstol Santiago Peregrino, San Buenaventura y San Antonio de Padua. *Azofra, villa riojana del Camino

## Lugares de Interés

### Jardín Botánico de la Rioja
El Jardín Botánico de La Rioja está ubicado entre las localidades de Hormilla y Azofra, en el km 32 de la Carretera Nacional N-120 (A12) entre Burgos y Logroño. 
Dispone de diversas colecciones que se van enriqueciendo cada año. Unas tienen carácter divulgativo y otras científico, por lo que no todas se encuentran expuestas.